# BeNEX
De BeNEX GmbH is een Duitse holding voor spoor- en busverkeer met hoofdkantoor in Hamburg.
De Hamburger Hochbahn heeft 51% van de aandelen en INPP Public Infrastructure Germany GmbH & Co. KG uit Grünwald, de Duitse dochter van International Public Partnerships Limited Partnership een Engels infrastructuurfonds uit Londen, 49%. De naam BeNEX is een acroniem voor "Better Nexus" (Engels/Latijn voor Betere Verbinding). 

## Geschiedenis
Met het besluit van de raad van toezicht van de Hamburger Hochbahn AG besloot op 15 januari 2007 tot de oprichting van een vervoersonderneming en in mei 2007 werd BeNEX opgericht. De Hochbahn zocht tot begin juni 2007 een verdere partner, die zich voor 49% aan de onderneming wilde binden. De vermoedelijke partner was het Britse Arriva-groep, die al als partner van de Hochbahn de vervoersbedrijven metronom en ODEG exploiteert, maar deze kwam niet tot stand. In juni 2007 werd de Australische investeringsmaatschappij Babcock & Brown Public Partnerships (B&B) als partner voor deze onderneming gevonden, die het aandeel bezit via de beurs genoteerde fonds Babcock & Brown Fonds Public Partnerships (in juni 2009 na de liquidatie van Babcock & Brown in International Public Partnerships (INPP) ondergebracht). De overeenkomst loopt tot 2022 en kan op zijn vroegst vanaf 2017 worden ontbonden.
Het aangekondigde doel van BeNEX was nieuwe kapitaal in te brengen om in de spoor- en busmarkt sneller te kunnen uitbreiden. In vorm van een holding beheert de onderneming diverse dochtermaatschappijen van de Hochbahn die buiten Hamburg actief zijn. Het was ook het doel, door deel te nemen aan aanbestedingen van spoorconcessies evenals door coöperaties en overnames van bestaande verkeersondernemingen in Europa uit te breiden. BeNEX exploiteert zo via de dochter Agilis de concessie E-Netz Regensburg und Donautalbahn, die de Hochbahn in 2007 via een aanbesteding gewonnen had. BeNEX deed zelfstandig mee aan een aanbesteding voor de concessie Dieselnetz Oberfranken en won deze in oktober 2008 (ook geëxploiteerd door dochter Agilis).
Volgens een bericht van de krant Die Welt plande de Hochbahn in september 2016 haar aandeel BeNEX te verkopen, omdat het niet de gehoopte winst bracht. Bovendien verhindert de dochteronderneming BeNEX de onderhandse gunning van het Hamburgse metro- en busnetwerk, waarvan de concessie in 2019 afloopt.
Op 15 oktober nam BeNEX 100% van Abellio GmbH Deutschland over van de Nederlandse Spoorwegen.

## Deelnemingen
In 2015 was BeNEX in zes spoor- en één busonderneming actief, daarnaast nog een aantal dochterondernemingen voor het beheer en onderhoud van diverse wagenparken. In 2015 had BeNEX 2.074 medewerkers en behaalde met 38,7 miljoen treinkilometers €529,5 miljoen omzet.

### Spoorwegondernemingen
- Agilis Eisenbahngesellschaft mbH & Co. KG, Regensburg (49%, partner Hamburger Hochbahn AG) en Agilis Verkehrsgesellschaft mbH & Co. KG, Regensburg (100%);
- cantus Verkehrsgesellschaft mbH, Kassel (50 %, partner HLB);
- metronom Eisenbahngesellschaft mbH (ME), Uelzen (25,1 %, partners: NiedersachsenBahn GmbH (69,9 %) en Bremer Straßenbahn AG (5,0 %));
- nordbahn Eisenbahngesellschaft mbH & Co. KG (NBE), Kaltenkirchen (50 %, partner AKN Eisenbahn AG);
- Ostdeutsche Eisenbahn GmbH (ODEG), Parchim (50 %, partner Netinera Deutschland GmbH via Prignitzer Eisenbahn GmbH).

### Busonderneming
- Hamburger Nahverkehrs-Beteiligungsgesellschaft mbH (HNB), Hamburg (100%);
  - Stadtverkehr Lübeck GmbH (SL), Lübeck (49,9 %, partner Stadtwerke Lübeck Holding GmbH).